# NBA All-Star Game 1995
Le NBA All-Star Game 1995 s'est déroulé le 12 février 1995 dans la America West Arena de Phoenix.

## Effectif All-Star de l'Est
- Joe Dumars (Pistons de Détroit)
- Shaquille O'Neal (Magic d'Orlando)
- Larry Johnson (Charlotte Hornets)
- Grant Hill (Pistons de Détroit)
- Dana Barros (76ers de Philadelphie)
- Patrick Ewing (Knicks de New York)
- Scottie Pippen (Bulls de Chicago)
- Anfernee Hardaway (Magic d'Orlando)
- Reggie Miller (Pacers de l'Indiana)
- Vin Baker (Bucks de Milwaukee)
- Alonzo Mourning (Charlotte Hornets)
- Tyrone Hill (Cavaliers de Cleveland)

## Effectif All-Star de l'Ouest
- Charles Barkley (Suns de Phoenix)
- Hakeem Olajuwon (Rockets de Houston)
- David Robinson (Spurs de San Antonio)
- Karl Malone (Jazz de l'Utah)
- Mitch Richmond (Sacramento Kings)
- Dikembe Mutombo (Nuggets de Denver)
- Gary Payton (SuperSonics de Seattle)
- Detlef Schrempf (SuperSonics de Seattle)
- John Stockton (Jazz de l'Utah)
- Latrell Sprewell (Warriors de Golden State)
- Shawn Kemp (SuperSonics de Seattle)
- Dan Majerle (Suns de Phoenix)
- Chris Gatling (Warriors de Golden State)

## Concours
Vainqueur du concours de tir à 3 points : Glen Rice
Vainqueur du concours de dunk : Harold Miner